# 若生大輔
若生 大輔（わこう だいすけ、1977年5月 - ）は、日本の剣道家（教士八段）・剣道日本代表・北海道警察警察官。北海道帯広市出身。現在北海道警察所属

## 経歴
- 1977年5月：誕生
- 1990年4月：帯広第四中学校に入学
- 1993年4月：東海大学付属第四高等学校に入学。
- 1996年4月：国際武道大学に入学。
- 2000年4月：北海道警察に奉職、現在に至る。
- 2005年11月：全日本剣道選手権大会に初出場。
- 2008年11月：全日本剣道選手権大会で準優勝。
- 2009年8月：世界剣道選手権大会の個人戦に出場、ベスト8。

・2010年9月：スポーツアコード世界武術大会　個人戦5〜7段の部に出場　第3位。
・2024年5月：剣道八段審査に初挑戦で合格。教士八段。

## 実績
- 全日本選手権大会
- ：準優勝（2008年）

- 世界剣道選手権大会
- ：第14回（ブラジル大会）：個人ベスト8（敢闘賞）

：スポーツアコード世界武術大会5〜7段の部　個人3位
- 国民体育大会
- ：3位2回
- 全日本選抜剣道七段選手権大会 3位

- 全日本学生剣道選手権大会|全日本学生大会
- ：団体3位
- 関東学生剣道選手権大会/関東学生剣道大会
- ：個人3位/団体準優勝1回・3位2回

| スタブアイコン | サブスタブ | この項目は、まだ閲覧者の調べものの参照としては役立たない、スポーツ関係者に関連した書きかけの項目です。この項目を加筆・訂正などしてくださる協力者を求めています（P:スポーツ/PJ:スポーツ人物伝）。 |